# Південне кладовище (Віта-Поштова)
Півде́нне кладови́ще — некрополь у Києво-Святошинському районі, у селі Віта-Поштова. Облік поховань — з 1992 року. Закрите для масових поховань 2009 року, дозволено підпоховання в родинну могилу.
На території кладовища знаходиться Храм преподобних Антонія та Феодосія Печерських (ПЦУ).
Поблизу Південного кладовища розташоване Німецьке військове кладовище, де поховані німецькі солдати, які загинули поблизу Києва у Другій світовій війні. Також тут регулярно ховають рештки німецьких солдатів, яких пошукові команди знаходять на місцях боїв.

## Поховані
- Бідзіля Василь Іванович (1936—1999) — український археолог, історик.
- Давидян Нельсон Амаякович (1950—2016) — радянський борець греко-римського стилю, дворазовий чемпіон світу, заслужений тренер України.
- Кауркін Іван Іванович (1922—2009) — генерал-майор, начальник Київського Суворовського військового училища.
- Костін Ігор Федорович (1935—2015) — український фотожурналіст і кінооператор, член Національної спілки кінематорафістів та Національної спілки журналістів України.
- Назаренко Євген Федорович (1955—2012) — український сценарист, редактор сценарного відділу студії «Київнаукфільм», член Національної спілки кінематографістів України.
- Пономарів Олександр Данилович (1935—2020) — український мовознавець, перекладач, публіцист, громадський діяч, заслужений журналіст України.
- Сергеєв Дмитро Ігорович (1981—2022) — український військовослужбовець, учасник російсько-української війни, лицар ордена «За мужність» III ступеня (посмертно).
- Ставицький Борис Петрович (1927—2003) — актор театру та кіно, заслужений артист України, педагог.
- Чечетов Михайло Васильович (1953—2015) — український політик, колишній член Партії регіонів.
- Шевченко Юлія Андріївна (1999—2023) — українська військовослужбовиця, учасниця російсько-української війни, лицар ордена Богдана Хмельницького III ступеня (посмертно).